# Parc de la Riera de Canyadó
El Parc de la Riera de Canyadó és un parc situat a tocar dels barris de Canyadó, Casagemes, Les Guixeres, Pomar i Morera de Badalona, sobre el tram de la riera homònima i que discorre entre la carretera B-20 i la N-II. El parc té 2 ha d'extensió i el seu projecte fou realitzat per l'arquitecta Isabel Bennassar.

## La Riera de Canyadó
Les rieres de Badalona antigament estaven controlades per murs i flanquejades per plàtans, exercint de camins naturals per anar a la muntanya i a les vinyes de Pomar. Avui dia, els cursos baixos estan canalitzats i discorren per sota dels carrers fins a desembocar al mar. La riera de Canyadó pren aquest nom en el punt on s'ajunten les rieres de Pomar i de Montalegre, que neixen a la Serralada de Marina. En els seus marges encara s'hi poden veure restes de paret seca de les vinyes i, molt probablement, de les velles guixeres de la zona.
Abans de l'existència del parc, la riera suposava un tall important en la trama urbana de la ciutat i havia patit anys d'abandonament i degradació. Per tant, l'objectiu del parc responia a dignificar l'indret, recuperant un antic camí i fent present la memòria de la riera, tenint a compte, a més a més, que es troba en un sector de la ciutat que destaca per una notable presència d'usos industrials, comercials i terciaris.

## El Parc
És un espai verd de caràcter lineal i que connecta amb el parc de Can Solei i Ca l'Arnús, està dividit en dos sectors diferenciats a l'alçada del pont de l'autopista C-31. A la part alta destaca el relleu irregular dibuixat al llarg dels segles pel pas de l'aigua i que, a més, s'ha respectat i se li ha donat més rellevància a aquesta estructura. Murs, camins, terrasses i vegetació han estat pensats per a recordar un antic camí de riera.
Està constituït per diferents terrasses de diferents alçades, amb paviments de diferents textures i colors (prats verds, escorces, asfalt de color de vi, formigó ocre, sorres blanques o grogues i basalts foscos). Destaquen un mur de gabió, tapat amb un roser, que tanca el parc per la banda nord; també n'hi ha d'altres a la resta del parc, que poden servir com a bancs, fets de pedres tancades en una gàbia de tela metàl·lica i s'usen habitualment per protegir les vores dels rius.
Dins de la vegetació destaquen els pollancres, els més abundants en convivència amb altres espècies mediterrànies com lledoners, roures, tells, oms i alzines. Fins i tot s'hi poden trobar robínies, arbres de l'amor i cirerers del Japó. Finalment, acaben d'encoixinar el parc arbusts com ullastres, arboços, llorers, avellaners i teucris.
El pont sota l'autopista, amb un original sostre de colors, dona accés a la part baixa, de característiques força diferents. Tres grans xiprers i altres de més joves recorden que som al costat de Ca l'Arnús, del qual rep aigua de reg. Tanques d'arbust, perpendiculars al carrer, donen forma a un seguit de petits espais d'estada, al costat del camí, plaça, vestíbul o via verda que ens condueix al gran parc més proper a la part alta.

### Reconeixements
- II premi AiA Continental Europe. International Design Awards, 2000
- Finalista FAD d'Espais Exteriors, 2000
- II Premi Europeu de Paisatge Rosa Barba, 2002[1]

## Transports
S'hi té accés a través de diversos autobusos operats per TUSGSAL.
- B2 (Badalona Canyadó - Sta. Coloma H. Esperit Sant)
- B4 (Badalona Mas Ram - Badalona Montigalà)
- B25 (Badalona Pomar - Barcelona Rda. St. Pere)
- B27 (Sta. Coloma Oliveres - Badalona H. Can Ruti)